# Blanzou
Der Blanzou ist ein kleiner Fluss in Frankreich, der im Département Haute-Vienne in der Region Nouvelle-Aquitaine verläuft. Er entspringt einem kleinen Stausee im Gemeindegebiet von Magnac-Bourg, entwässert generell in nordwestlicher Richtung und mündet nach rund 15 Kilometern im Gemeindegebiet von Pierre-Buffière als linker Nebenfluss in die Briance. Der Blanzou begleitet nahezu in seinem vollen Verlauf die Bahnstrecke Les Aubrais-Orléans–Montauban-Ville-Bourbon und quert sowohl im Quell-, als auch im Mündungsbereich jeweils die Autobahn A20.

## Orte am Fluss
(Reihenfolge in Fließrichtung)
- Magnac-Bourg
- La Croix du Vert, Gemeinde Saint-Germain-les-Belles
- Barnouille, Gemeinde Vicq-sur-Breuilh
- Leyras, Gemeinde Vicq-sur-Breuilh
- Villemonteix, Gemeinde Glanges
- Fressanges, Gemeinde Vicq-sur-Breuilh
- La Bachellerie, Gemeinde Saint-Hilaire-Bonneval
- Pierre-Buffière
- Le Pont Vieux, Gemeinde Pierre-Buffière

## Sehenswürdigkeiten
- Château de Traslage, Schloss aus dem 17. Jahrhundert am Flussufer im Gemeindegebiet von Vicq-sur-Breuilh – Monument historique[4]